# Tormato
A Yes '78-as, kilencedik nagylemeze a Tormato, melyet az Atlantic Records kiadón keresztül adott ki az együttes. A lemezen a klasszikus felállás (Anderson, Squire, Howe, White, Wakeman) játszik.
A sikeres, egy évvel korábbi Going for the One-hoz képest nem ért el kiugró toplistás helyezést; erényei a mai napig vita tárgyát képezik mind a rajongók, mind a kritikusok szemében, bár sokak szerint a kompozíciók lerövidülése ellenére a Yes-hangzás nem hiányzik a zenéből. Egyes hallgatók és tagok – főleg Rick Wakeman – a felvételeket és produceri munkát hibáztatja, aminek eredménye unalmas hangzás, Squire basszusjátéka pedig erejét vesztett.
Wakeman maga mondta, hogy bár a Tormato jó lehetőségeket rejtett magában, a Yes sosem hozta ki a legtöbbet az akkori zenei anyagból. Howe szerint nem bíztak a saját zeneiségükben. A billentyűs Wakeman csak a 13 évvel később (1991-ben) kiadott Unionon játszott legközelebb Yes-stúdiólemezen, Anderson pedig csak az 1983-as újjáalakulás idején tért vissza az együttesbe.
Mindazonáltal a Tormato világszerte a helyi Top 10-be került, egyik dala, a Don't Kill the Whale kislemezként is megjelent.
A Don't Kill the Whale a Yes egyik első olyan száma, melyhez az akkori problémákból merítették a témát: a bálnavadászat ellen szólít fel a dal. Érdemes még megemlíteni a Madrigalt, melyet Wakeman és Anderson írt, madrigáldallamot alapul véve. A klipben a zenészek a királyi udvar előtt adja elő a számot.
Az album eredeti címe Yes Tor lett volna, mely egy dél-angliai domb neve. A borítótervező Hipgnosis fotóit látva Wakeman csalódottságában egy paradicsomot vágott a képekhez. Ez a cselekedet vezetett a cím és a borító megváltoztatásához: a paradicsom angol neve tomato, ezt olvasztották egybe a Tor-ral, a borítón pedig látható a hozzávágott paradicsom.

## Számok listája
1. Future Times/Rejoice – 6:46
  - A. Future Times (Jon Anderson/Chris Squire/Steve Howe/Rick Wakeman/Alan White)
  - B. Rejoice (Jon Anderson)
2. Don't Kill the Whale (Jon Anderson/Chris Squire) – 3:56
3. Madrigal (Jon Anderson/Rick Wakeman) – 2:25
  - Húros hangszerekre átdolgozta Andrew Pryce Jackman Rick Wakeman eredeti ötlete alapján
4. Release, Release (Jon Anderson/Alan White/Chris Squire) – 5:44
5. Arriving UFO (Jon Anderson/Steve Howe/Rick Wakeman) – 6:07
6. Circus of Heaven (Jon Anderson) – 4:31
  - Jon Anderson fia, Damion is énekel
7. Onward (Chris Squire) – 4:05
  - Zenekari rendezés és átirat Andrew Pryce Jackman által
8. On the Silent Wings of Freedom (Jon Anderson/Chris Squire) – 7:47

A lemez az angol eladási listákon a 8-adik, míg az Egyesült Államokban a 10-edik helyezést érte el. Utóbbi országban 14 hétig állt a toplistán.
A 2004-es kiadás bónuszszámai:
1. Abilene (Steve Howe) – 4:02
  - A Don't Kill the Whale kislemez "B" oldala
2. Money (Chris Squire/Jon Anderson/Alan White/Rick Wakeman) – 3:15
3. Picasso (Jon Anderson) – 2:12
4. Some Are Born (Jon Anderson) – 5:42
5. You Can Be Saved (Chris Squire) – 4:20
6. High (Steve Howe) – 4:30
7. Days (Jon Anderson) – 1:00
8. Countryside (Jon Anderson/Steve Howe/Chris Squire/Alan White) – 3:11
9. Everybody's Song (Jon Anderson/Steve Howe/Chris Squire/Alan White) – 6:48
10. Onward (Zenekari változat) (Chris Squire) – 3:06

## Közreműködő zenészek
- Jon Anderson – ének
- Chris Squire – basszusgitár, zongora (a Don't Kill the Whale-ben), vokál
- Steve Howe – elektromos és akusztikus gitárok vachalia, vokál
- Alan White – dob, ütőshangszerek, vokál
- Rick Wakeman – zongora, orgona, szintetizátor, moog, birotron

## További kiadások
- 1991 – Atlantic – CD
- 1994 – Atlantic – CD (Újrakevert)
- 2004 – Rhino – CD (Újrakevert, bónuszszámokkal kiegészítve)

## Külső hivatkozások
- A Tormato a Yes hivatalos oldalán
- A Tormato a progarchives.com-on
- A Tormato a progressiveworld.net-en